# 班巴拉人
班巴拉人（班巴拉语：ߓߡߊߣߊ߲）是一個屬於西非曼德民族的族群，他們主要居住於马里南部、几内亚、布吉納法索以及塞内加尔。除此之外，班巴拉人還與古代的班巴拉帝國有所關聯。今日，班巴拉人為生活在馬里的曼德民族中人數最多的群體，在該國不分種族大約有80%的人口皆使用班巴拉語。